# Lijst van afleveringen van PK
Dit is een lijst met afleveringen van de Nederlandse televisieserie PK. Een overzicht van alle afleveringen is hieronder te vinden.

## Seizoen 1
| Nr. | Inhoud | Uitzenddatum     |
| --- | --- | ---------------- |
| 1   | - Bas van Putten test zijn sexappeal en dat van de Dodge Viper op The Strip in Las Vegas - Twee wildvreemden ruilen voor vier dagen van auto. - Barbara de Loor bijt het spits af in Blinde Angst. Wie zet geblinddoekt de snelste rondetijd neer op het circuit - Rob Kamphues gaat met een Fiatje 600 de Alpen te lijf. | 25 oktober 2006  |
| 2   | - De Amsterdam-Dakar Challenge - Rob loopt een dag mee met de jongens van het Spyker raceteam - Jihad Alariachi in Blinde Angst | 8 november 2006  |
| 3   | - Een race tussen de Lexus Hybride en een motorzweefvliegtuig - Vincent Bijlo in Blinde Angst | 15 november 2006 |
| 4   | - Een test tussen de Burton en de Wiesmann - Joep van Lieshout in Blinde Angst - De caravan-test | 20 december 2006 |
| 5   | - De Porsche Cayenne S test; Is de Cayenne een echte sportwagen? - De TVR Tuscan op het circuit - Tim Oliehoek in Blinde Angst | 8 januari 2007   |
| 6   | - De grote Maserati Quattroporte test - Maarten Remmers in Blinde Angst - Dune Bashen | 15 januari 2007  |
| 7   | - De Mercedes G500 neemt het op tegen een legertank - Rondje IJsselmeer: de Silvestris (speedboot) neemt het op tegen de Jaguar XK cabrio (auto) - Giel Beelen in Blinde Angst | 22 januari 2007  |
| 8   | - De Lada Kalina en Lada Niva - De meest sexy auto - Rob Kamphues en Bas van Putten gaan nu zelf de strijd aan in Blinde Angst | 29 januari 2007  |
| 9   | Compilaties van het afgelopen seizoen, deel 1 | 5 februari 2007  |
| 10  | Compilaties van het afgelopen seizoen, deel 2 | 12 februari 2007 |

## Seizoen 2
| Nr. | Inhoud | Uitzenddatum     |
| --- | --- | ---------------- |
| 11  | - Rob in de Ferrari 612 Scaglietti - Sheila Verschuur haar eerste optreden in het nieuwe item Sjeezen - Drie bestelbussen         | 24 februari 2007 |
| 12  | - Rob verrast Herman Brusselmans met een BMW uit de 6-serie. - Bas van Putten en Sheila Verschuur met de nieuwe Porsche 911 Targa | maart 2007       |
| 13  | De eerste aflevering van het tweede seizoen; de inhoud is nog onbekend.                                                           | 19 februari 2007 |
| 14  | De eerste aflevering van het tweede seizoen; de inhoud is nog onbekend.                                                           | 19 februari 2007 |
| 15  | De eerste aflevering van het tweede seizoen; de inhoud is nog onbekend.                                                           | 19 februari 2007 |
| 16  | De eerste aflevering van het tweede seizoen; de inhoud is nog onbekend.                                                           | 19 februari 2007 |
| 17  | De eerste aflevering van het tweede seizoen; de inhoud is nog onbekend.                                                           | 19 februari 2007 |
| 18  | De eerste aflevering van het tweede seizoen; de inhoud is nog onbekend.                                                           | 19 februari 2007 |
| 19  | De eerste aflevering van het tweede seizoen; de inhoud is nog onbekend.                                                           | 19 februari 2007 |
| 20  | De eerste aflevering van het tweede seizoen; de inhoud is nog onbekend.                                                           | 19 februari 2007 |